# 何錦輝
何錦輝，CBE，JP（1933年6月10日—），為聯合書院社會工作學系創系系主任。1978年至1985年獲委任為香港立法局非官守議員。1980年獲委任為太平紳士。1981年獲頒授OBE勳銜。1988年獲頒授CBE勳銜。

## 學歷及專業資格
- 香港大學社會學研究生文憑
- 哥倫比亞大學社會工作學碩士
- 哥倫比亞大學社會工作學博士